# Cereus (Actiniaria)
Genre
Pour les articles homonymes, voir Cereus (homonymie).
Cereus est un genre d'anémones de mer de la famille des Sagartiidae.

## Liste d'espèces
Selon World Register of Marine Species (30 septembre 2015) :
- Cereus amethystinus (Quoy & Gaimard, 1833)
- Cereus filiformis (Rapp, 1829)
- Cereus herpetodes (McMurrich, 1904)
- Cereus pedunculatus (Pennant, 1777)